# Госсаини, Майкл
Майкл Госсаини (англ. Michael Ghossaini; 25 августа 2007, Мельбурн) — австралийский футболист ливанского происхождения, полузащитник клуба «Мельбурн Сити».

## Клубная карьера
Госсаини начал карьеру в академии Football Technique School (FTS) при «Глен Эйра», забив 70 голов в 52 матчах за команды до 14 и до 15 лет.
В 2023 году перешёл в академию «Мельбурн Сити». В 2024 году стал лучшим бомбардиром турнира до 23 лет с 22 голами в 17 матчах. За два года забил 55 голов и начал тренироваться с основной командой. Дебютировал за первую команду 31 декабря 2024 года в А-Лиге против «Сентрал Кост Маринерс».

## Карьера в сборной
Госсаини может играть за сборные Австралии и Ливана. В 2024 году был вызван в молодёжную сборную Ливана и забил гол в товарищеском матче против звёзд Ливана.